# Isla Cumprida
Isla Cumprida es una isla fluvial del río Iténez o Guaporé, situada en las coordenadas (13°7′1″S 62°20′20″O / -13.11694, -62.33889), la isla está pendiente de resolver por el Tratado de Petrópolis del año 1867, actualmente es disputada tanto por Bolivia como por Brasil, caso similar a la isla Suárez.
Tiene unas dimensiones de 18,8 kilómetros de largo de este a oeste por 9,5 kilómetros de ancho de norte a sur y una superficie de 95 kilómetros cuadrados (km²), siendo una de las mayores islas del río Iténez.